# علاءالدین تبریزی
علاءالدین محمد بن شمس‌الدین محمد حافظ تبریزی (حدود ۹۳۰ – حدود ۱۰۱۰ ه.ق.) ملقب به مُلا عُلا بیک یا علاءالدین تبریزی از استادان خطوط ششگانه به‌ویژه در خطوط ثلث، نسخ و رقاع در نیمهٔ دوم قرن دهم و نیمهٔ اول قرن یازدهم هجری قمری بود. او شاگردان صاحب نامی چون عبدالباقی تبریزی و علیرضا تبریزی عباسی را تربیت کرده‌است. از آثار او کتیبه‌هایی در عمارت‌های مختلف شهر تبریز  بوده که غالباً در اثر گذشت زمان از میان رفته است.

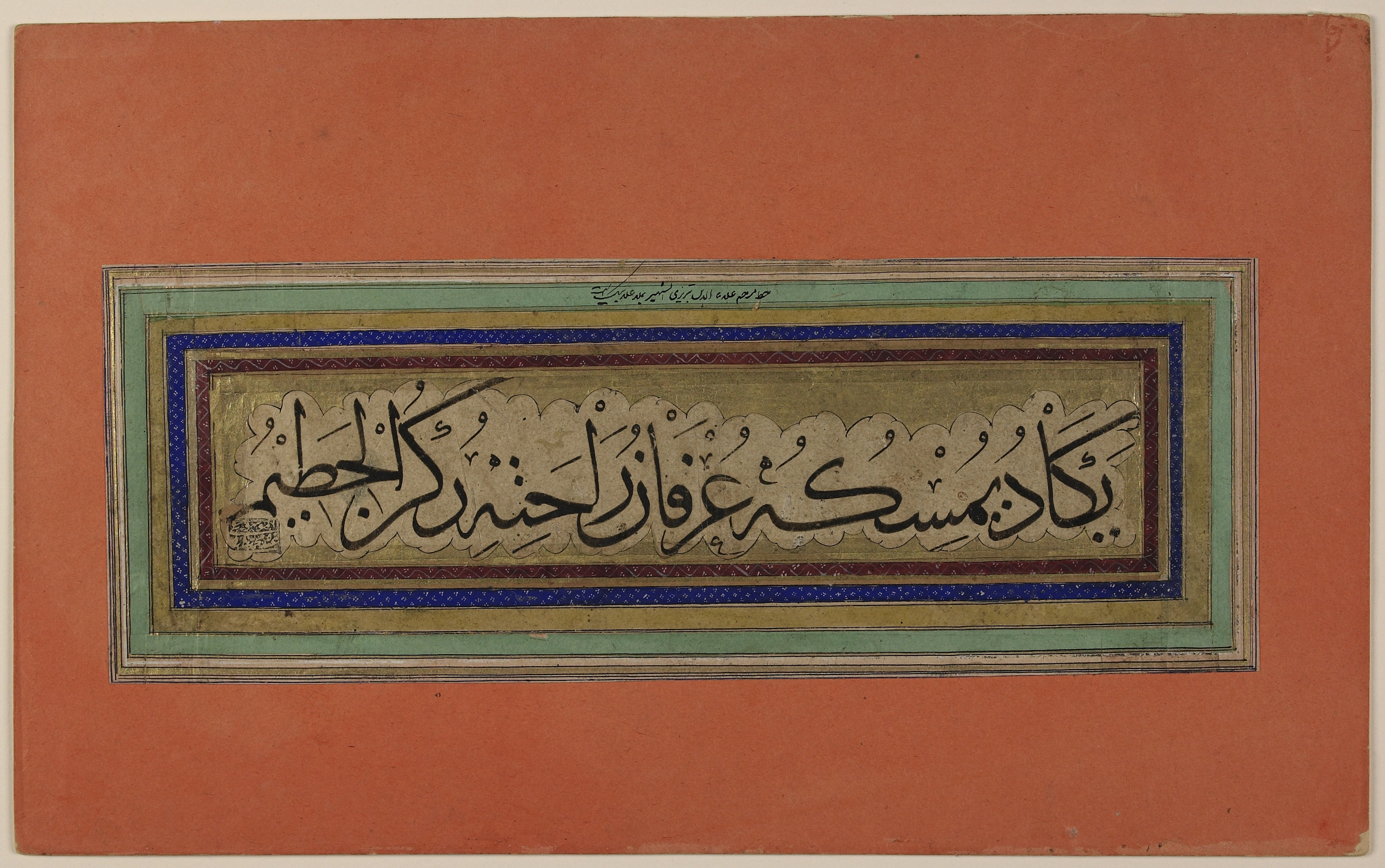
اثری از تبریزی

عُلا بیک فرزند و شاگرد شمس‌الدین محمد تبریزی نویسندهٔ فرمان شاه طهماسب بود و عبدالباقی تبریزی که بعضی از کتیبه‌های مسجد امام (مسجد شاه یا مسجد سلطانی) اصفهان را به امر شاه عباس نوشت از شاگردان او بوده است.
آثار تاریخ‌دار علاءالدین تبریزی از ۹۶۳ تا ۱۰۰۸ ه.ق. دیده شده و او دست‌کم تا این سال می‌زیسته است.